# Zeemacht in Nederlands-Indië
De militaire zeemacht in Nederlands-Indië was tot de periode Daendels vooral de verantwoordelijkheid van de Vereenigde Oostindische Compagnie (VOC). Na het Engelse interregnum in het begin van de 19e eeuw kwam ze te bestaan uit meerdere marine-organisaties wat het geheel gecompliceerd maakte. Competentiegeschillen en verschillen van inzicht tussen de Haagse ministeries van Koloniën en Marine maakten een efficiënt werkende organisatie moeilijk te bewerkstelligen.

## Geschiedenis

### Verenigde Oostindische Compagnie
De bewapende koopvaardijschepen en jachten van de begin zeventiende eeuw opgerichte handelsmaatschappij VOC hadden vanaf het begin ook een militaire functie. De retourschepen waren vaak zwaarder bewapend dan het gemiddelde oorlogsschip uit die tijd. Goedbewapende en snelle jachten bleven na hun aankomst in de Indische wateren achter om daar een permanente oorlogsvloot te vormen. De Republiek der Zeven Verenigde Nederlanden was in oorlog met Spanje, de vloten van de VOC hadden daarom de opdracht om waar het maar mogelijk was de vijand afbreuk te doen. Het was de bedoeling in het gebied van de Indische Oceaan gewapenderhand een handelsmonopolie te vestigen door de Spanjaarden en de Portugezen te verdrijven en andere naties niet toe te laten. Om dit te bereiken werden zelfs oorlogsschepen van de Staatse vloot aan de Compagnie afgestaan. In haar glorietijd na 1630 streefde de Compagnie bewust naar de heerschappij op zee in de gehele Indische Oceaan. In 1635 beschikte men in Indië over 76 grote schepen en jachten. Het gebeurde ook dat de VOC hulpvloten leverde aan de Admiraliteit, zoals bij onder meer de Engels-Nederlandse oorlogen.

### Nederlandse Zeemacht
Tussen 1784 en 1789 waren enige eskaders van de Staatse vloot onder leiding van Jacob Pieter van Braam en Willem Sylvester in de Indische archipel actief ter ondersteuning van de inmiddels zieltogende en daardoor aan macht en prestige verliezende zeemogendheid VOC. Staatssteun was onontbeerlijk geworden bij het onderdrukken van interne onrust op verschillende plaatsen in het uitgestrekte eilandenrijk waar de handelsmaatschappij al bijna twee eeuwen de lakens uitdeelde.
Het Auxiliair eskader van de Koninklijke Nederlandsche Zeemagt bestond uit oorlogsschepen van de Nederlandse Marine die tijdelijk in de Aziatische kolonie dienstdeden. Het was vanaf 1813 verantwoordelijk voor de externe defensie van het eilandenrijk en opereerde naast de Koloniale Marine. Bevelhebber was de commandant der Zeemacht bij Nederlands-Indië. In 1867 bestond het eskader uit zeven schroefstomers van verschillende klasse met aan boord ruim 1100 Europese opvarenden. De Nederlandse militaire aanwezigheid werd in de loop van de negentiende eeuw steeds groter, na 1850 verbleef vaak meer dan de helft van schepen en personeel van de zeemacht in Indië.

### Koloniale Marine - Indische Militaire Marine
De Koloniale Marine viel onder de verantwoordelijkheid van de gouverneur-generaal van Nederlands-Indië. Deze organisatie werd rond 1840 opgeheven, maar kwam na 1866 weer tot leven als Indische Militaire Marine. In 1867 kon ze beschikken over 18 stoomvaartuigen van allerlei groote en type en nog vijf andere schepen. De schepen werden betaald door het Ministerie van Koloniën maar het personeel was in dienst van de 'Koninklijke Zeemacht', na 1904 Koninklijke Marine. Deze vloot was vooral bedoeld om diensten te verlenen bij het vestigen en handhaven van het koloniale gezag in de buitengewesten van het eilandenrijk. Ook transport- en flottieljediensten behoorden tot de taken.

### Gouvernementsmarine

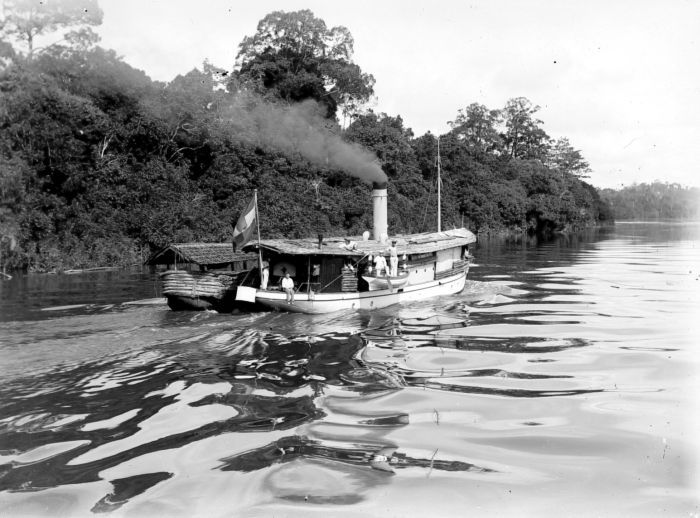
Stoomschip Selaton van de Gouvernementsmarine

In 1821 was door het Indische gouvernement een civiele marine van bewapende kruisboten opgericht. Ze verzorgden gouvernementstransporten van goederen en personen en patrouilleerden ter preventie van zeeroof. De schepen konden gezeild en geroeid worden en hadden een geheel inlandse bemanning van 20 koppen. In 1868 bouwde men een standaardtype van 16 m lang, 4 m breed en een diepgang van 1,4 m. Deze civiele marine beschikte ook over met kanonnen bewapende schoeners onder een europese gezaghebber die zorgden voor onder meer waardetransporten naar de verschillende districten. Vaak voer er ook een detachement van enige militairen mee, terwijl ook de bemanning geoefend werd in het gebruik van vuurwapens. De inzet van al deze schepen viel onder de verantwoordelijkheid van de plaatselijke residenten. In 1861 werden 's Lands gewapende kruisboten en gouvernements schoeners onder gebracht in een nieuwe organisatie, de Gouvernementsmarine. Deze hield zich onder bevel van de gouverneur-generaal in toenemende mate ook bezighield met semi-militaire taken en politiediensten bij het bedwingen van de vele onlusten en opstanden in de archipel. Na 1850 stonden daartoe steeds vaker ook kleine stoomschepen ter beschikking. Als een schip werd ingezet bij gewapende conflicten kwam er een marine-officier aan boord die het militaire commando voerde. De Gouvernementsmarine opereerde verder onafhankelijk van de Nederlandse en de Indische marine en werd rond de eeuwwisseling wel de Marine van Van Heutz genoemd. Vanaf 1905 maakte ze onderdeel uit van de Dienst van Scheepvaart en werd de behoefte aan militaire inzet van de schepen steeds minder. Het overige takenpakket toonde echter nog grote overeenkomst met de tijd van oprichting; vervoer van functionarissen, goederen en gelden voor het gouvernement, politietoezicht binnen de territoriale wateren en verder alle diensten die voor het besturen van de kolonie nodig waren. De Gouvernementsmarine bleef tot de overdracht van Nederlands-Nieuw-Guinea aan Indonesië in 1962 bestaan.

### Organisatie en taken
Vanaf 1864 werden de oorlogsschepen geleid vanuit het nieuwe departement der Marine in Nederlands-Indië. De belangrijkste marinebasis was ingericht te Soerabaja. In 1870, in de tijd dat het Nederlands gezag zich ook in de buitengewesten van Oost-Indië steeds sterker wilde laten gelden, bestond de vloot uit vier Nederlandse marineschepen en 22 schepen van de Indische Militaire Marine. Al deze schepen werden door stoomkracht aangedreven. De bemanning telde 3.246 Europeanen.
Met uitzondering van het Nederlandse eskader waren de meeste schepen strategisch verspreid over 'stations' in de buitengewesten. Belangrijke taken waren het tegengaan van zeeroof en smokkel, de bescherming van het overheidsmonopolie van de opiumhandel en het uitvoeren en het ondersteunen van militaire acties bij onlusten en opstanden.

## Commandanten
Commandant van de zeemacht in Indië waren onder meer:
| - Johan Willem Binkes - Jan Frederik Daniël Bouricius - Abraham George Ellis - Frederik Lambertus Geerling | - Conrad Helfrich - Henricus Filibert Kouwenberg - Engelbertus Lucas - Anton Wilhelm de Man | - James John Melvill van Carnbee - Jacob Alexander Röell - Frederik Jan Stokhuyzen - Wilhelm Johannes Gerrit Umbgrove |